# Dichromodes simulans
Dichromodes simulans là một loài bướm đêm trong họ Geometridae.